# ریچارد کارپنتر
ریچارد کارپنتر (انگلیسی: Richard Carpenter؛ ‏ ۱۴ اوت ۱۹۲۹ – ۲۶ فوریهٔ ۲۰۱۲) فیلم‌نامه‌نویس، مؤلف و بازیگر اهل بریتانیا بود.
از فیلم‌ها یا مجموعه‌های تلویزیونی که وی در آن‌ها نقش داشته‌است، می‌توان به رابین از شروود و برخورد در شب اشاره نمود.